# تفتازان
تفتازان روستایی از توابع بخش قوشخانه بالا شهرستان شیروان در استان خراسان شمالی ایران است.

## جمعیت
این روستا در دهستان قوشخانه بالا قرار دارد و براساس سرشماری مرکز آمار ایران در سال ۱۳۹۰، جمعیت آن ۲۴۳ نفر (۹۳خانوار) بوده‌است.